# Jalševec Svibovečki
Jalševec Svibovečki falu Horvátországban, Varasd megyében. Közigazgatásilag Varasdfürdőhöz tartozik.

## Fekvése
Varasdtól 16 km-re délkeletre, községközpontjától 5 km-re keletre, a Bednja jobb partján fekszik.

## Története
A település neve az égerfa horvát nevéből (jalša) származik, tulajdonképpen égerfákkal benőtt helyet jelent. Keletkezési idejéről nincsen adat, de a 16. században a török támadások következtében ez a terület pusztaság volt. A török veszély elmúltával területét a török elől menekülőkkel és elszegényedett nemesekkel telepítették be. Jalševec a sviboveci Háromkirályok plébánia területéhez tartozott, innen kapta megkülönböztető második nevét. 1857-ben 150, 1910-ben 422 lakosa volt. 1920-ig  Varasd vármegye Novi Marofi járásához tartozott, majd a Szerb-Horvát Királyság része lett. 2001-ben a falunak 100 háza és 364 lakosa volt. 

## Nevezetességei
A Szenvedő Krisztus utikápolna barokk stílusban épült.

## Külső hivatkozások
- Varasdfürdő hivatalos oldala